# Экелунд, Ирен
Ирен Экелунд (швед. Irene Michelle Ekelund) — шведская легкоатлетка, которая специализируется в беге на короткие дистанции. Чемпионка мира среди юниорок 2013 года в беге на 200 метров с рекордом чемпионатов — 22,92 сек. Чемпионка Швеции 2013 года в помещении на дистанциях 60 и 200 метров.
В настоящее время владеет национальным рекордом на дистанции 200 метров в помещении — 23,15 сек.

## Биография
Экелунд родилась в Пакистане. Её отец швед, а мать анголка. Они познакомились во время службы её отца в Организации Объединённых Наций в Пакистане. Позже семья вернулась в Швецию и поселилась в Карлстаде, где Ирен жила со своей матерью и пятью братьями и сестрами. Она училась на стилиста в средней школе в своем родном городе. Участвовала в соревнованиях за шведский клуб в городе Мальме. Экелунд несколько раз заявляла, что она не очень интересуется легкой атлетикой и что у неё нет настоящих кумиров в этом виде спорта.
В настоящее время Экелунд является рекордсменкой Швеции в помещении на дистанции 200 метров. На национальном чемпионате Швеции в помещении в Норрчёпинге в 2013 году Экелунд завоевала золотые медали на дистанциях 60 метров и 200 метров. Её международный дебют состоялся в международном турнире в помещении между Швецией, Финляндией и Норвегией (Векшё, Швеция, 20 января 2013 года).
Позже в 2013 году она также дебютировала на международном чемпионате, когда участвовала в чемпионате мира среди молодежи в Донецке, Украина. Она завоевала золотую медаль на дистанции 200 метров и заняла пятое место в финале на дистанции 100 метров. Она стала первой шведской спортсменкой, выигравшей международный чемпионат в спринте. Благодаря своим выступлениям она была удостоена звания «Новичок года» на Шведской спортивной премии.
Проживает и тренируется в Карлстаде.

## Достижения
| Год  | Соревнование                                         | Место                  | Вид     | Время | Место |
| ---- | ---------------------------------------------------- | ---------------------- | ------- | ----- | ----- |
| 2013 | Чемпионат мира по лёгкой атлетике среди юношей 2013  | Донецк, Украина        | 100 м   | 11.62 | 5     |
| 2013 | Чемпионат мира по лёгкой атлетике среди юношей 2013  | Донецк, Украина        | 200 м   | 22.92 | 1     |
| 2014 | Чемпионат мира по лёгкой атлетике среди юниоров 2014 | Юджин, США             | 100 м   | 11.61 | 6     |
| 2014 | Чемпионат мира по лёгкой атлетике среди юниоров 2014 | Юджин, США             | 200 м   | 22.97 | 2     |
| 2014 | Чемпионат Европы по лёгкой атлетике 2014             | Цюрих, Швейцария       | 200 м   | 23.26 | 13    |
| 2014 | Чемпионат Европы по лёгкой атлетике 2014             | Цюрих, Швейцария       | 4×100 м | 44.36 | 6     |
| 2015 | Чемпионат Европы по лёгкой атлетике в помещении 2015 | Прага, Чехия           | 60 м    | 7.37  | 19    |
| 2019 | Чемпионат Европы по лёгкой атлетике в помещении 2019 | Глазго, Великобритания | 60 м    | 7.41  | 19    |